# Sobral (Mortágua)
Sobral é uma povoação portuguesa sede da freguesia homónima do município de Mortágua, freguesia com 64,39 km² de área e 2189 habitantes (censo de 2021), tendo, por isso, uma densidade populacional de 34 hab./km².

## Demografia
A população registada nos censos foi:
| Distribuição da População por Grupos Etários | Distribuição da População por Grupos Etários | Distribuição da População por Grupos Etários | Distribuição da População por Grupos Etários | Distribuição da População por Grupos Etários |
| -------------------------------------------- | -------------------------------------------- | -------------------------------------------- | -------------------------------------------- | -------------------------------------------- |
| Ano                                          | 0-14 Anos                                    | 15-24 Anos                                   | 25-64 Anos                                   | > 65 Anos                                    |
| 2001                                         | 312                                          | 374                                          | 1274                                         | 470                                          |
| 2011                                         | 254                                          | 210                                          | 1217                                         | 630                                          |
| 2021                                         | 202                                          | 172                                          | 1091                                         | 724                                          |

## Aldeias
- Tojeira
- Gavião (Mortágua)
- Calvos (Mortágua)
- Chão Miúdo
- Chão de Vento
- Cruz de Vila Nova
- Felgueira (Mortágua)
- Mortazel
- Pego Longo
- Póvoa do Sebo
- Riomilheiro
- Sobral
- Vale de Paredes
- Vila Meã (Mortágua)
- Vila Nova (Mortágua)
- Vila Moinhos
- Vila Gosendo

## Património
- Capelas da Senhora do Bom Sucesso, de Santa Columbina, de São Marcos e de São Pedro
- Cruzeiro
- Ribeira da Fraga
- Vila Moinhos